# АЕС Монтальто ді Кастро
Атомна електростанція Монтальто-ді-Кастро (італ. Centrale elettronucleare Montalto di Castro) — атомна електростанція в Монтальто-ді-Кастро в Італії. Складаючись з двох блоків BWR потужністю 982 МВт кожен, вона наближалася до завершення в 1988 році, коли уряд Італії вирішив закрити всі атомні станції в результаті референдуму 1987 року. У лютому 1988 року два блоки були завершені на вісімдесят відсотків, що становило близько п'яти мільярдів доларів інвестицій. Вона ніколи не діяла.
Її територія та деякі з уже побудованих споруд зараз використовуються електростанцією на викопному паливі «Алессандро Вольта», найбільшою електростанцією в Італії.

## Інформація про реактори
| Блок                  | Тип реактора     | Чиста потужність | Загальна потужність | Початок будівництва | Законсервований |
| --------------------- | ---------------- | ---------------- | ------------------- | ------------------- | --------------- |
| Монтальто ді Кастро-1 | BWR/6 (Mark III) | 982 МВт          | 1009 МВт            | 1 липня 1982        | 1 січня 1988    |
| Монтальто ді Кастро-2 | BWR/6 (Mark III) | 982 МВт          | 1009 МВт            | 1 липня 1982        | 1 липня 1988    |

## Зовнішні посилання
- Nuclear Power in Italy